# Kazimierz Świtała
Kazimierz Czesław Świtała (ur. 21 kwietnia 1923 w Rakoniewicach, zm. 6 marca 2011 w Warszawie) – polski prawnik i polityk. Minister spraw wewnętrznych w latach 1968–1971, członek KC PZPR (1968–1971), szef Kancelarii Sejmu (1972–1986).

## Życiorys
Syn Wacława i Marii. W sierpniu 1944 wstąpił do Wojska Polskiego. Został przydzielony do 37 Pułku Artylerii, następnie skierowany do Oficerskiej Szkoły Artylerii przy 2 Armii WP. Ukończył ją pod koniec 1944 w stopniu podporucznika. Brał udział w walkach 2 Armii WP, jako dowódca plutonu ogniowego i oficer łącznikowy sztabu artylerii. Zdemobilizowany został w 1946 w stopniu porucznika.
W 1951 ukończył studia prawnicze w Wyższej Szkole Prawniczej w Warszawie, a następnie na Uniwersytecie Poznańskim, uzyskując dyplom magistra praw.
Od 1951 był sędzią Sądu Powiatowego i Sądu Wojewódzkiego w Poznaniu oraz Wojewódzkim Kierownikiem Szkolenia Ideologiczno-Zawodowego (od 1952). W latach 1955–1958 prezesem Sądu Wojewódzkiego w Katowicach. Od 1958 był wiceprezesem Sądu Wojewódzkiego dla miasta stołecznego Warszawy, a następnie prezesem Sądu Wojewódzkiego dla województwa warszawskiego. W latach 1960–1961 dyrektor Departamentu Nadzoru Sądowego w Ministerstwie Sprawiedliwości, w 1961 prezes Sądu Wojewódzkiego dla miasta stołecznego Warszawy, a w latach 1961–1965 zastępca Prokuratora Generalnego. W latach 1965–1967 był podsekretarzem stanu w Ministerstwie Sprawiedliwości. Od 1967 był wiceministrem spraw wewnętrznych (jednym z zastępców gen. Mieczysława Moczara), a od 15 lipca 1968 do 13 lutego 1971 był ministrem tegoż resortu w czwartym rządzie Józefa Cyrankiewicza oraz rządzie Józefa Cyrankiewicza i Piotra Jaroszewicza. Jako minister spraw wewnętrznych nie odgrywał decydującej roli w kierowaniu resortem (a w szczególności pionem bezpieczeństwa), gdyż nie wywodził się z aparatu bezpieczeństwa.
W grudniu 1970 uczestniczył w naradzie w gabinecie I sekretarza KC PZPR Władysława Gomułki, podczas której podjęto decyzję o użyciu broni wobec protestujących na Wybrzeżu. Po wydarzeniach grudniowych 1970 został usunięty ze stanowiska ministra spraw wewnętrznych i przeniesiony na stanowisko szefa Kancelarii Sejmu, które sprawował w latach 1972–1986.
W marcu 1948 wstąpił do Polskiej Partii Robotniczej, a następnie do Polskiej Zjednoczonej Partii Robotniczej. Był członkiem egzekutywy podstawowej organizacji partyjnej PZPR przy Wyższej Szkole Prawniczej im. Teodora Duracza (do 1949) i przy Sądzie Wojewódzkim w Poznaniu, a także I sekretarzem POP przy Sądach Poznańskich (1952–1954), w latach 1968–1971 był członkiem Komitetu Centralnego PZPR.

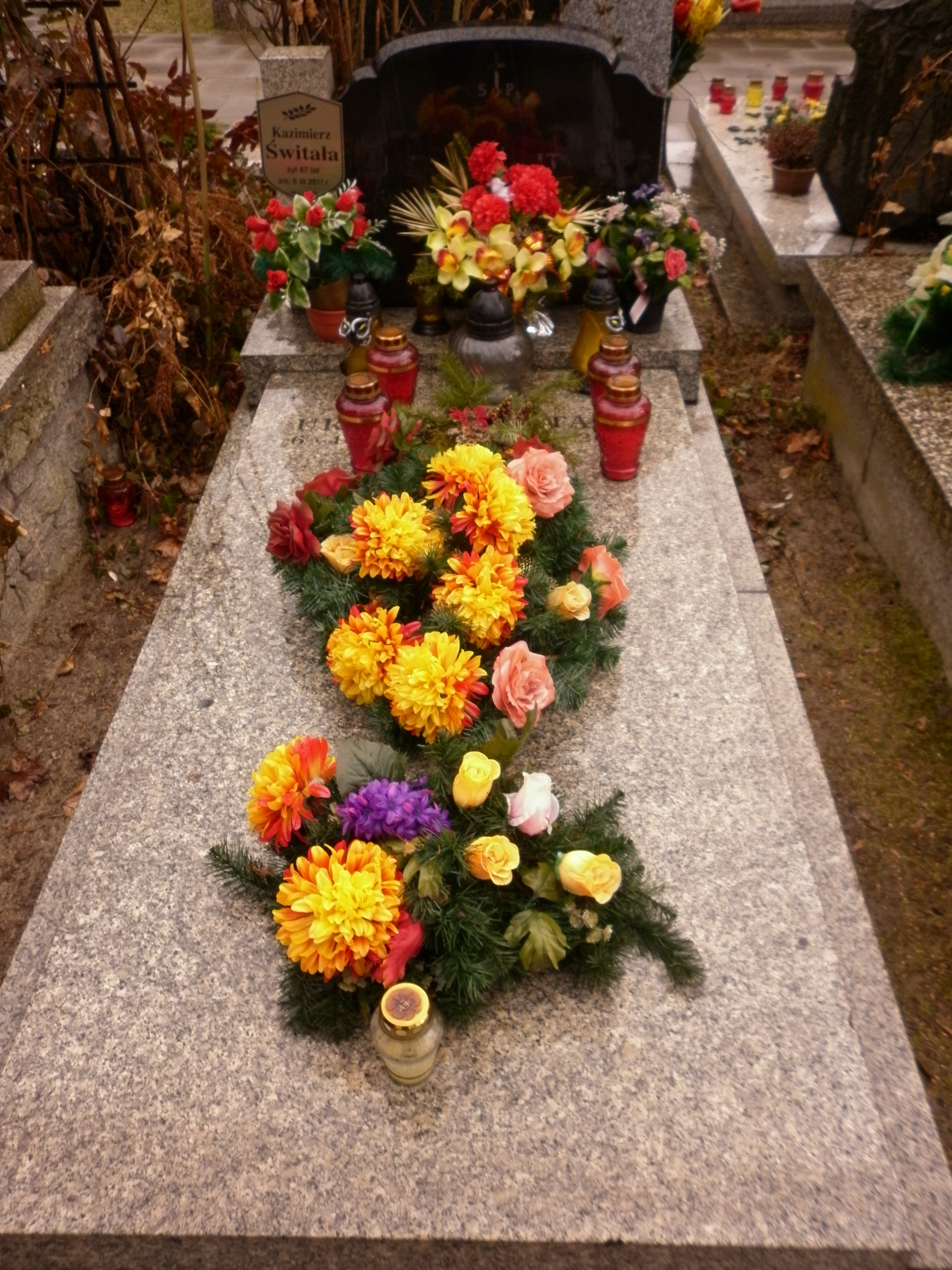
Grób Kazimierza Świtały na Cmentarzu Wojskowym na Powązkach

Członek Związku Bojowników o Wolność i Demokrację, w latach 1979–1990 członek prezydium Zarządu Głównego ZBoWiD, od 1985 przewodniczący Komisji Weryfikacyjnej ZG ZBoWiD. Od 1951 był także członkiem Związku Prawników Polskich (od 1968 wiceprezes). Wieloletni prezes Towarzystwa Polska – Turcja.
W 1995 oskarżony o sprawstwo kierownicze masakry robotniczej na Wybrzeżu w 1970. Ze względu na zły stan zdrowia został wyłączony z postępowania sądowego w tej sprawie.
Mieszkał w Warszawie. Był żonaty z Urszulą Marią z domu Stróżyk (1926–2004). Pochowany na cmentarzu Powązki Wojskowe w Warszawie (kwatera B35-2-5).

## Odznaczenia (wybrane)
- Order Sztandaru Pracy I klasy (1969)[5]
- Krzyż Komandorski z Gwiazdą Orderu Odrodzenia Polski (1978)[6]
- Krzyż Komandorski Orderu Odrodzenia Polski
- Złoty Krzyż Zasługi
- Srebrny Krzyż Zasługi (1955)[7]
- Medal 40-lecia Polski Ludowej
- Medal 30-lecia Polski Ludowej
- Medal 10-lecia Polski Ludowej (1955)[8]
- Złoty Medal „Za zasługi dla obronności kraju”
- Srebrny Medal „Za zasługi dla obronności kraju”
- Brązowy Medal „Za zasługi dla obronności kraju”
- Odznaka „Zasłużony Działacz Kultury” (1985)[9]
- Odznaka 1000-lecia Państwa Polskiego
- Złota odznaka „Zasłużonego działacza Zrzeszenia Prawników Polskich”[10]
- Złota odznaka Związku Zawodowego Pracowników Prokuratur i Sądów (1967)[11]
- Złota Odznaka Kół Młodzieży Wojskowej (1969)[12]
- Order Czerwonego Sztandaru (Związek Radziecki, 1968)
- Medal jubileuszowy „Czterdziestolecia zwycięstwa w Wielkiej Wojnie Ojczyźnianej 1941–1945” (Związek Radziecki, 1985)[13]
- Honorowy Medal Międzynarodowej Federacji Bojowników Ruchu Oporu (1986)[14]